# Danuta Binder-Panasiuk

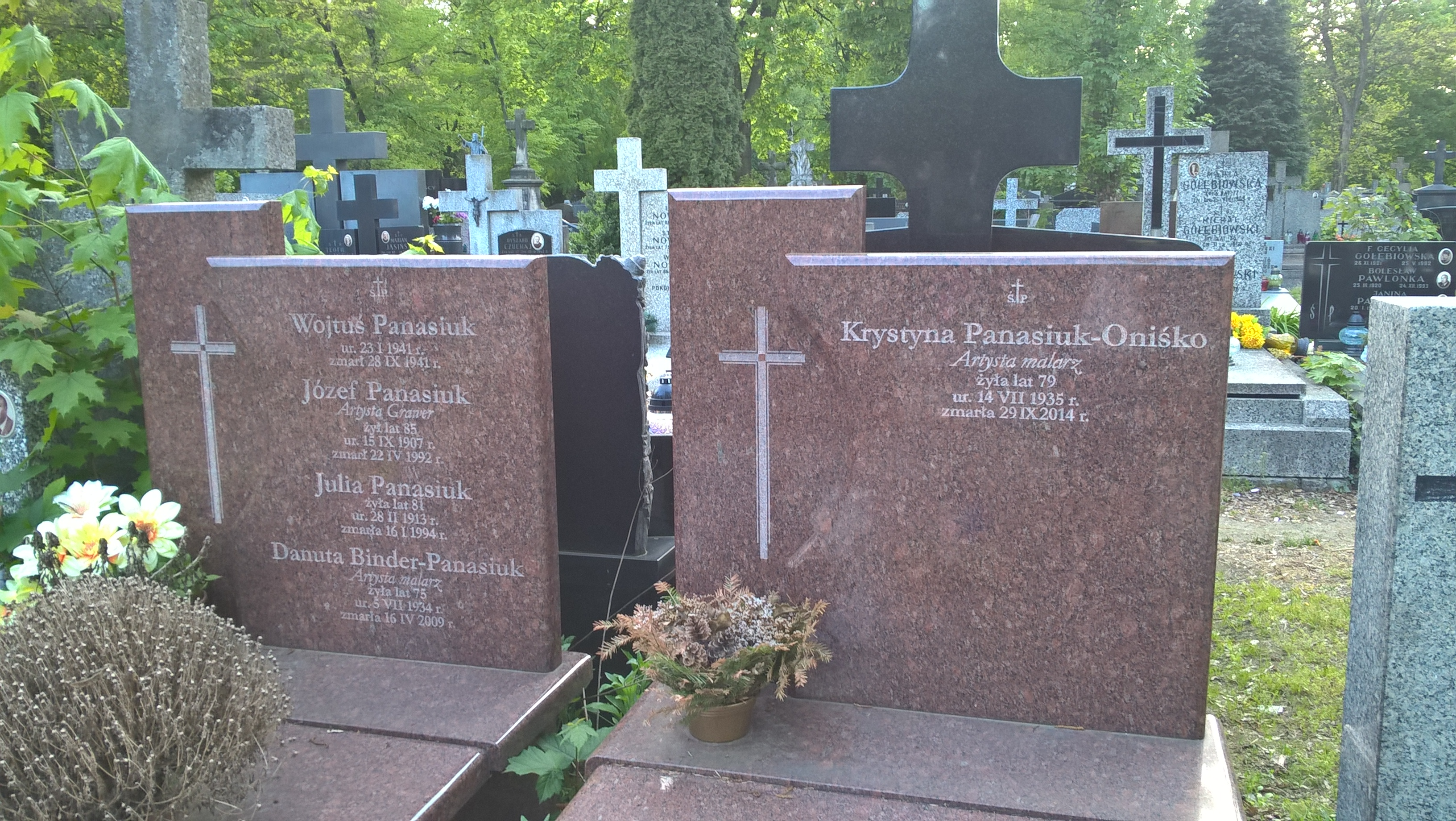
Grób Danuty Binder-Panasiuk na cmentarzu Bródnowskim w Warszawie

Danuta Anna Binder (z domu Panasiuk) (ur. 5 lipca 1934 w Warszawie, zm. 16 kwietnia 2009 tamże) – polska artystka malarka.

## Życiorys
Córka artysty grawera Józefa Panasiuka i jego żony Julii, siostra malarki Krystyny Panasiuk-Oniśko. Ukończyła Liceum Sztuk Plastycznych, a następnie rozpoczęła studiowała w warszawskiej Akademii Sztuk Pięknych. Po ukończeniu pierwszego roku studiów otrzymała stypendium umożliwiające jej kontynuowanie nauki w Akademii Sztuk Pięknych w Pradze (Akademie výtvarných umění v Praze), do Polski wróciła w 1968.
Tworzyła abstrakcyjne akwarele, gwasze i grafiki ołówkiem, wiele prac stanowiło kompozycje stanowiące połączenie przedmiotów codziennego użytku np. podłoże grafik stanowiły wykroje krawieckie.
Spoczywa na cmentarzu Bródnowskim (kwatera 14A-1-15).